# Ahmad Rida
Ahmad Rida, Ahmed Reda (ur. 23 września 1989) – egipska lekkoatletka specjalizująca się w rzucie oszczepem.
Zdobywczyni złotego medalu igrzysk panarabskich z 2011 roku.
Rekord życiowy: 45,93 (19 grudnia 2011, Doha).

## Osiągnięcia
| Rok  | Impreza              | Miejsce | Pozycja    | Wynik |
| ---- | -------------------- | ------- | ---------- | ----- |
| 2011 | Igrzyska panarabskie | Doha    | 1. miejsce | 45,93 |